# 丹尼斯·亚尔采夫
丹尼斯·尼古拉耶维奇·亚尔采夫（俄语：Денис Николаевич Ярцев，1990年9月18日—），俄罗斯男子柔道运动员，2013年世界柔道锦标赛男子团体银牌得主、2014年世界柔道锦标赛男子团体银牌得主、2018年世界柔道锦标赛混合团体铜牌得主、2019年世界柔道锦标赛男子73公斤级铜牌得主。